# Kocsis Ferenc (lapszerkesztő)
Kocsis Ferenc, Krausz (Nyírmada, 1914. június 11. – Budapest, 1965. december 6.) lapszerkesztő, szakíró, orvos.

## Életútja
Krausz Kálmán földbérlő és Grünberger Edit gyermekeként született, Nyíregyházán érettségizett. Egyetemi tanulmányait a prágai német egyetem orvosi karán kezdte, 1945-ben Debrecenben fejezte be. Már prágai diák korában bekapcsolódott különböző haladó szellemű diákszervezetek munkájába. A második világháború alatt munkaszolgálatos volt, majd 1946-tól részt vett a közegészségügy megszervezésében. 1950-ben miniszteri biztosként a győri kórház átalakítását irányította. 1951-ben a Természettudományi Társulathoz került, előbb mint a biológiai szakosztály vezetője, majd a Természet és Technika, végül haláláig az Élet és Tudomány felelős szerkesztője. A társadalom- és természettudományok jeles népszerűsítője volt, munkássága során arra törekedett, hogy az új természettudományi felfedezéseknek filozófiai értelmezést adjon.
Budapesten érte a halál 51 évesen, 1965. december 6-án.
Felesége Budai Piroska volt, akit 1949-ben vett nőül.

## Főbb munkái
- Csodálatos élővilág? (Budapest, 1961)
- Célszerűség az élővilágban és istenhit (Budapest, 1962)
- Az élet útja a Földön (Budapest, 1962)
- Az élet és halál (Budapest, 1963)